# Дворец Мира
Дворец Мира (нидерл. Vredespaleis) — официальная резиденция Международного суда ООН и Постоянной палаты третейского суда.
Дворец Мира был построен в течение 1907—1913 годов для Постоянной палаты третейского суда на средства, безвозмездно пожертвованные американским промышленником и филантропом Эндрю Карнеги, и средства из казны Российской империи. Дворец Мира располагается в парке площадью 7 гектаров в центре Гааги.

## Архитектура
Здание построено из гранита, песчаника и красного кирпича. Спроектировано французским архитектором Луисом Кордонье, с покатой крышей из сероватой черепицы. Сочетает в себе романский, готический и византийский стили. На фасаде, перед которым находятся лужайки, расположены несколько скульптур, свидетельствующих о предназначении дворца. Слева находится часовая башня с курантами высотой 80 метров. Находящиеся внутри деревянные скульптуры, витражи, мозаика, гобелены и предметы искусства, полученные в дар от государств, которые участвовали в двух Гаагских конференциях мира, отражают разнообразие мировых культур.

## История

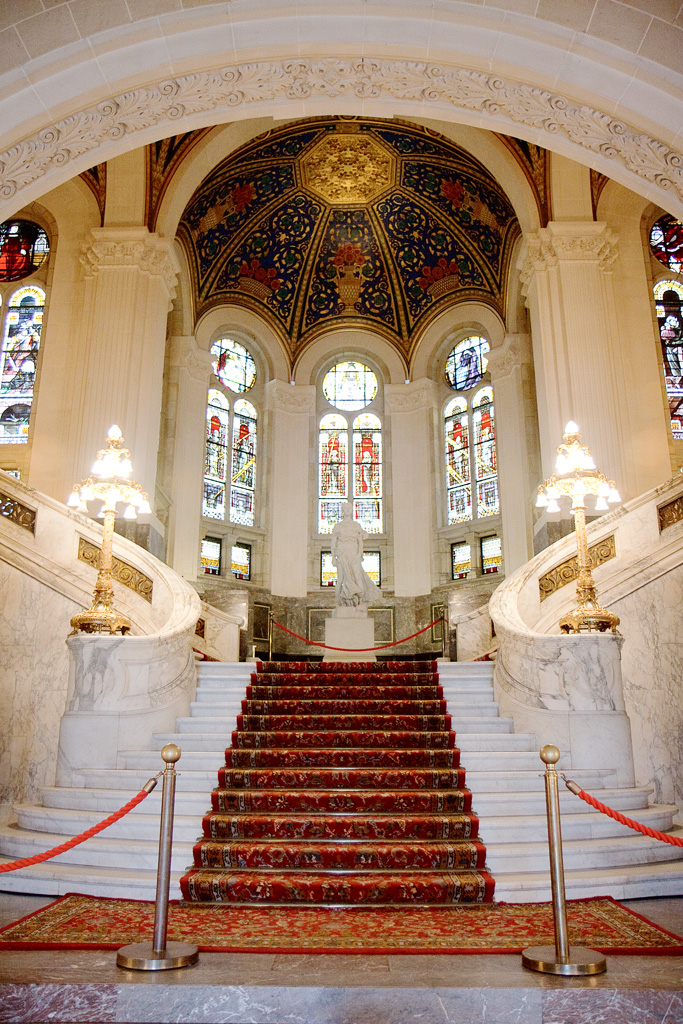
В помещении Дворца Мира

Идея создания дворца родилась на первой мирной конференции, созванной по инициативе российского императора Николая II в 1899 году. Дворец был построен под патронажем его и королевы Нидерландов Вильгельмины на деньги из российской казны и средства американского железнодорожного магната и мецената Эндрю Карнеги. 
С 1946 года в здании размещается Международный суд ООН (до 1940 года там была расположена его предшественница — Постоянная палата международного правосудия). В новом крыле за Дворцом, построенном в 1978 году, находятся служебные кабинеты судей и совещательная комната Суда. Оно было расширено в 1997 году, в частности, для размещения возросшего числа судей ad hoc. В том же году была переоборудована мансарда Дворца, в которой были расположены новые служебные помещения для должностных лиц секретариата Суда.
В настоящее время дворец и парк закрыты для посещения. Ознакомиться с историей дворца и находящихся в нём учреждений можно в информационном центре, расположенном у главных ворот.

## Библиотека и музей
Во дворце также находится одна из самых крупных мировых библиотек по вопросам международного публичного права и проводятся летние курсы Гаагской академии международного права. Также в мае 1999 года был открыт Музей истории и деятельности Международного суда и других организаций, работающих во Дворце Мира. Музей был открыт тогдашним генеральным секретарем ООН Кофи Аннаном и Стивеном Швебелем, который в то время занимал должность председателя Международного суда. Музей располагается в южном крыле здания.